# 沃兰

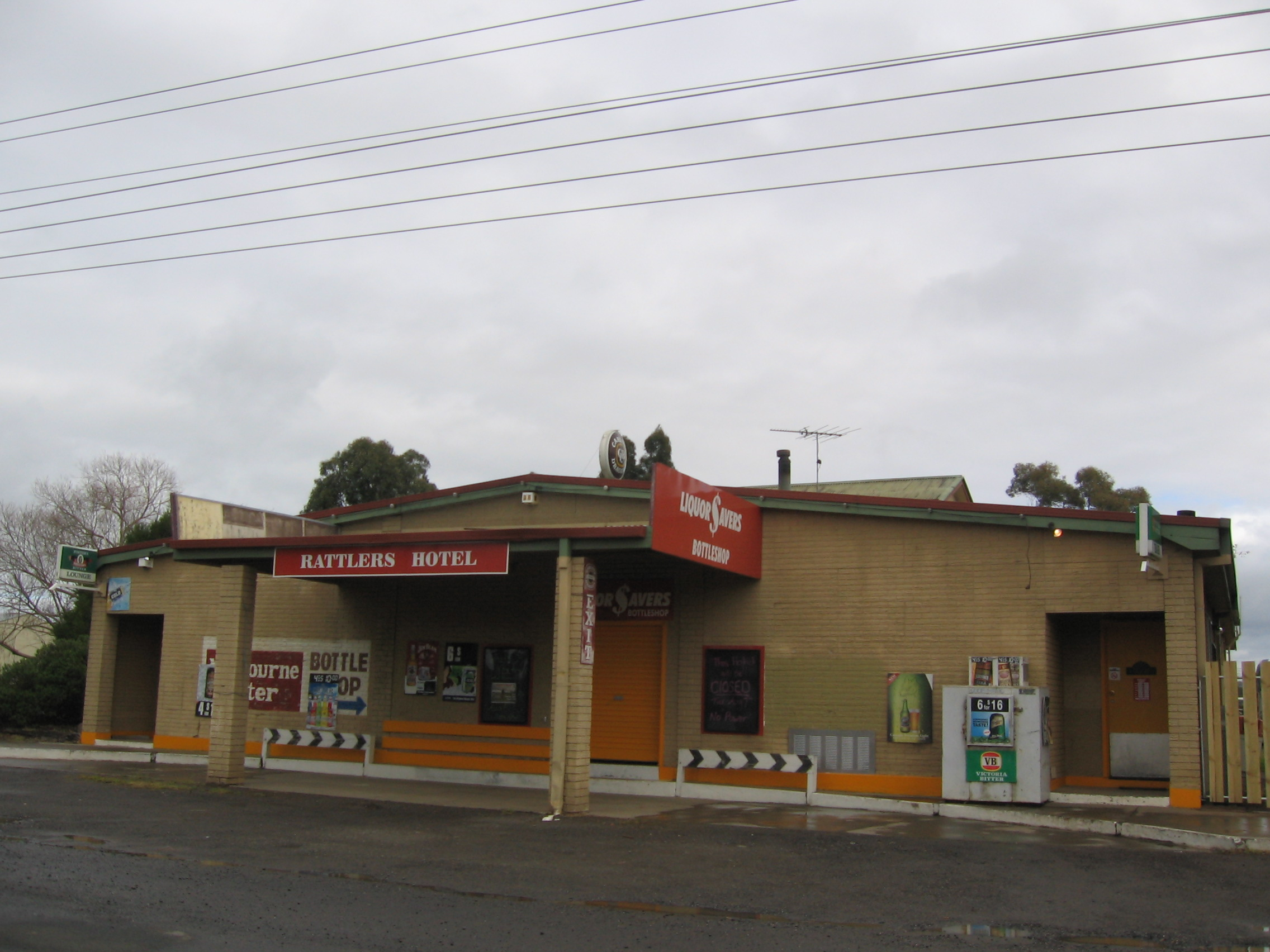
Rattlers旅馆

沃兰（i/ˈwɒlən/）是位于維多利亞州的一个镇，位于墨尔本中央商务区以北45（28英里）。根据2016年的人口普查，该镇有8520人。
沃兰有一个火车站沃兰站，米切尔郡和巴尔马均有巴士服务。教育方面，沃兰提供小学和中学教育。